# Стойкицэ, Михай
Миха́й Стойки́цэ (рум. Mihai Stoichiță; 10 мая 1954) — румынский футболист и тренер.

## Биография
Тренерскую карьеру начал в конце 80-х годов, в разные периоды работал главным тренером румынского «Стяуа», тренировал национальные сборные Панамы, Армении и Кувейта. В 2012 году Михай, спустя десять лет, вернулся в тираспольский «Шериф», однако в апреле 2013 года румынский специалист покинул Молдавию, свой уход мотивировал «сложившимися личными обстоятельствами, вынудившими его уехать на родину».

## Достижения
В качестве игрока:
- Кубок Румынии: 1974

 В качестве тренера:
- Чемпионат Румынии: 1998
- Суперкубок Румынии: 1998
- Чемпионат Молдавии: 2002
- Кубок Молдавии: 2002